# Forbrydelsen
Forbrydelsen és una sèrie de televisió de ficció detectivesca danesa creada per Søren Sveistrup i produïda per Danmarks Radio en coproducció amb ZDF Enterprises. Es va estrenar al canal de televisió nacional danès DR1 el 7 de gener de 2007, i des d'aleshores s'ha emès en diversos països. La sèrie està ambientada a Copenhaguen i gira al voltant de la inspectora Sarah Lund (Sofie Gråbøl).
Cadascuna de les tres temporades segueix un cas d'assassinat dia a dia i cada episodi de cinquanta minuts cobreix vint-i-quatre hores de la investigació. La sèrie destaca pels seus girs argumentals, el to fosc i per posar èmfasi en les històries de la família de la víctima i en els efectes del crim en els cercles polítics.
L'any 2011, el canal de televisió estatunidenc AMC en va estrenar una nova versió amb el títol de The Killing que compta ja amb quatre temporades.